# كاو يانغ
كاو يانغ (بالصينية: 曹阳)، من مواليد 15 ديسمبر 1981 في تيانجن في الصين، لاعب كرة قدم صيني.
بدأ مسيرته الكروية مع نادي تيانجن تيدا في عام 2000، وهو يلعب معهم حتى الآن.
و قد بدأ باللعب مع منتخب الصين لكرة القدم في عام 2002.

## روابط خارجية
- كاو يانغ على موقع الاتحاد الدولي (مؤرشف)  (الإنجليزية)
- كاو يانغ على موقع ناشيونال فوتبول تيمز (الإنجليزية)
- كاو يانغ على موقع Soccerway.com (الإنجليزية)
- كاو يانغ على موقع كووورة